# Djenne-Djeno
Djenne-Djeno (alt-Djenne, auch Jenne-Jeno oder Zoboro) ist ein Ruinenhügel etwa drei Kilometer südöstlich von Djenné im heutigen Mali. Es handelt sich um die Vorgängerstadt von Djenné und um eines der ältesten städtischen Zentren südlich der Sahara.
Der Ortshügel misst ungefähr 33 Hektar und liegt stellenweise bis zu acht Meter hoch. Seine Anordnung ist in etwa tränenförmig. Wegen seiner Hügellage ist der Ort vor dem jährlichen Hochwasser geschützt. Ein Versorgungskanal des Flusses Bani ist heute aufgegeben.
Zwischen 1977 und 1981 wurden hier diverse Ausgrabungen durchgeführt, wobei elf Segmente der Stadt angegraben wurden. C-14-Radiodatierungen zeigten auf, dass die Stadt ab etwa 250 v. Chr. bis um 1400 bewohnt gewesen war. Die Geschichte der Stadt konnte anhand von Keramiken in vier Phasen aufgeteilt (I–IV) werden. Um etwa 100 n. Chr. umschloss sie ein Areal von gut 25 ha. In Phase I–II (ca. 250 v. Chr. bis 300 n. Chr.) lebten die Menschen vom Fischfang, von Antilopen und domestizierten Kühen. Die Bewohner scheinen in eher einfachen Hütten und Lehmziegelhäusern gelebt zu haben. Es fand sich aber auch eine feine Keramik, die mit Ritzmustern dekoriert ist, Mahlsteine für Getreide und Anzeichen für Eisenverhüttung. Es fanden sich Perlen, die wohl aus dem Mittelmeerraum hierher verhandelt wurden.
In der Phase III (von 300 bis 800 n. Chr.) erreichte die Stadt ihre größte Ausdehnung. Aus dieser Zeit stammt eine feine, teilweise bemalte Keramik, ebenso Eisenfunde, Steinperlen, Kupfer- und Goldschmuck. Die letzten Materialien müssen importiert worden sein, was auf weitreichende Handelsbeziehungen hindeutet. Es konnten einige Urnenbestattungen aus dieser Phase ausgegraben werden, aus denen jedoch keine bedeutenden Sozialdifferenzierungen innerhalb der Bevölkerung ablesbar sind. Die Lehmziegelhäuser waren in dieser Phase dicht aneinander gebaut; dazwischen lagen schmale Gassen. Die Stadt war zu dieser Zeit von einer ca. 3,6 Kilometer langen Mauer umgeben. Es wird vermutet, dass hier mehrere Tausend Menschen lebten.
In der Phase IV ist ein langsamer Verfall feststellbar, bis die Stadt um 1400, wohl mit dem Ankommen des Islam, nach Djenné verlegt wurde. Es fanden sich zahlreiche Terrakottafiguren. Auf der Keramik erscheinen eingeritzte Bilder von Tieren.

Terrakottafiguren aus Djenné
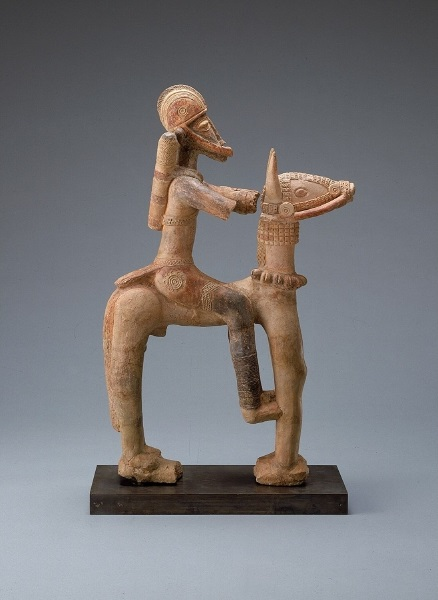
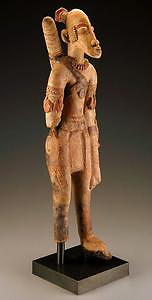
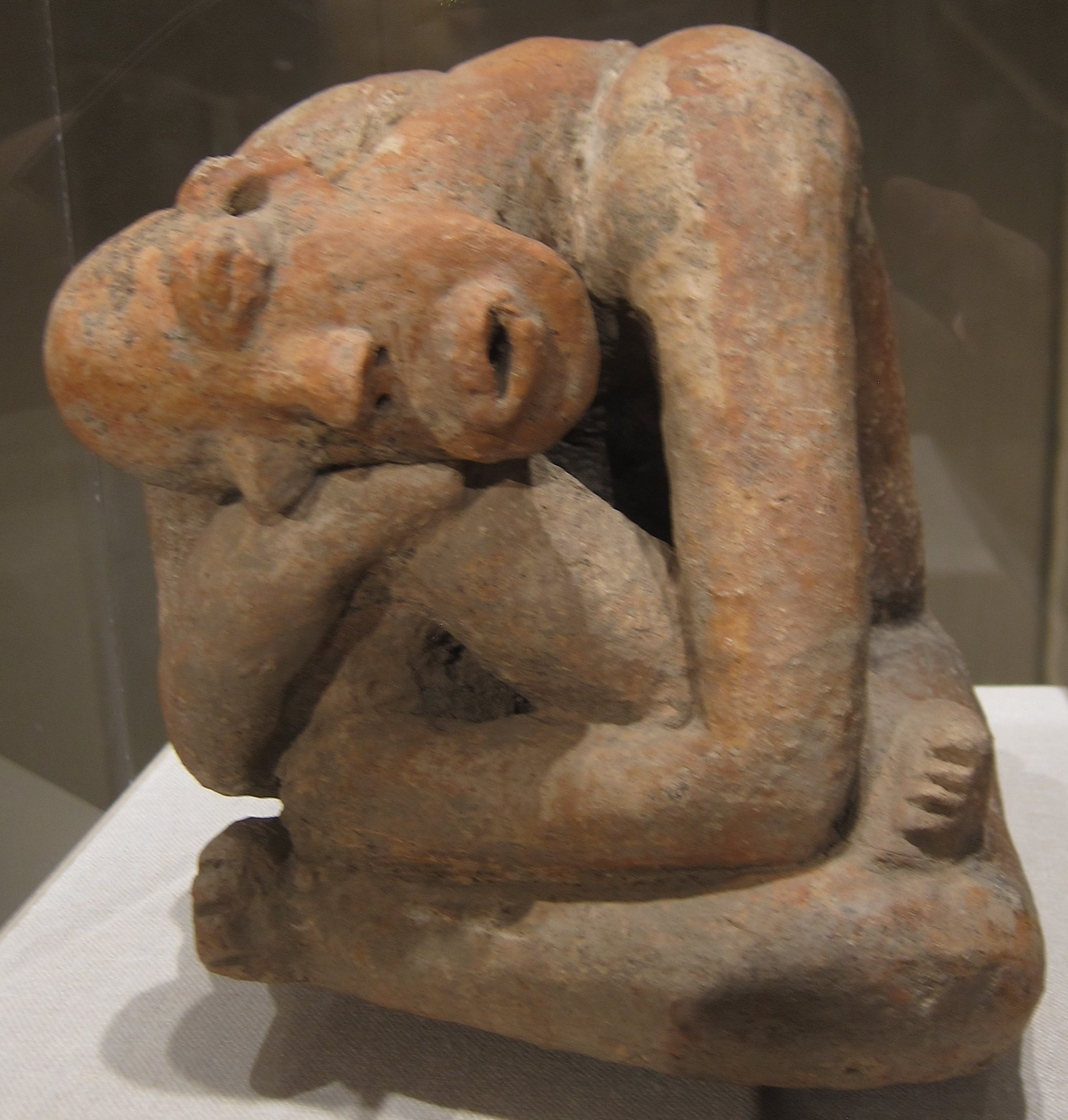
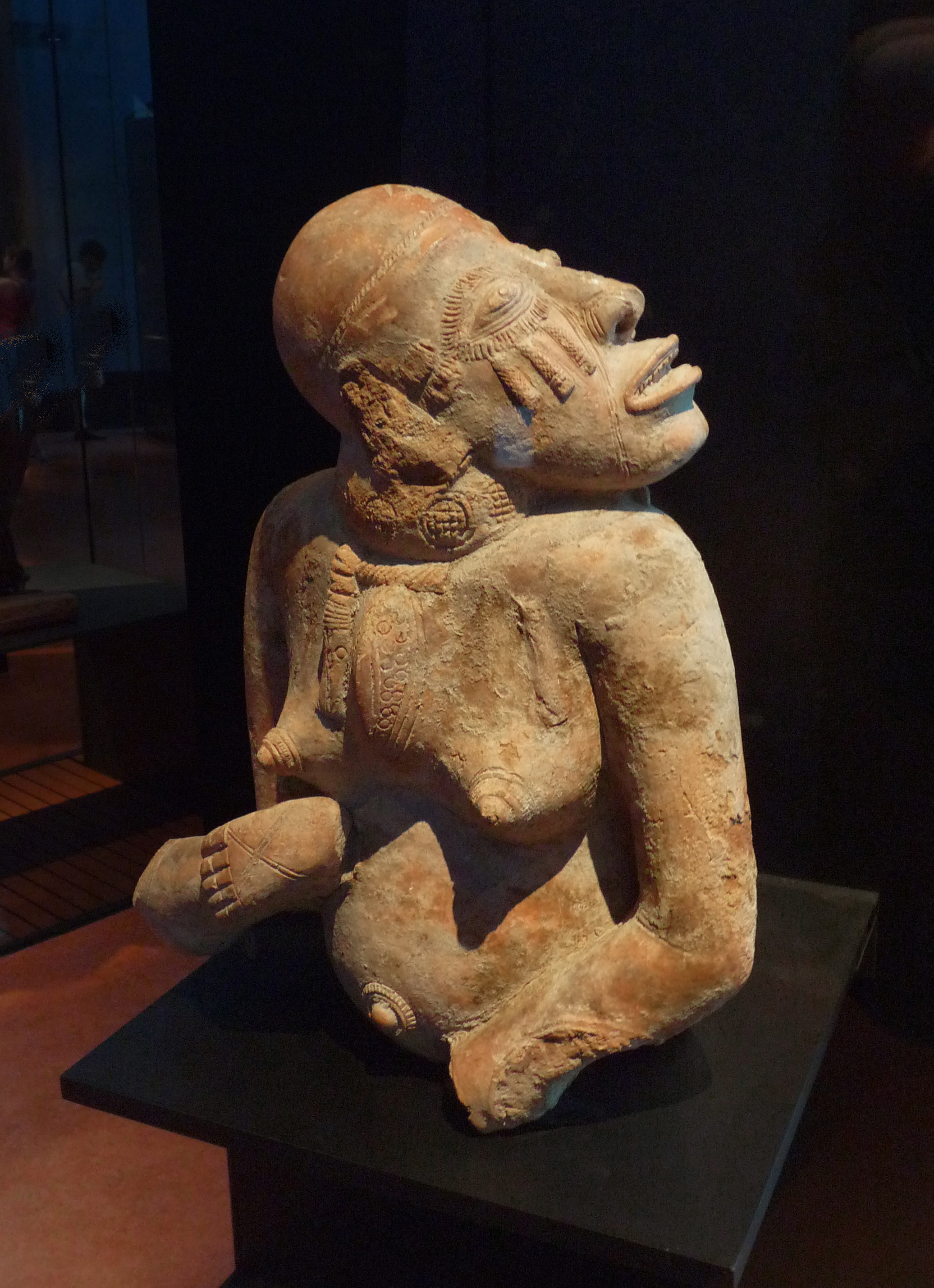

1988 wurde Djeno, zusammen mit der Altstadt von Djenné, von der UNESCO auf die Liste des Weltkulturerbe gesetzt. Weiterhin gehören die ebenfalls im Flutbereich des Bani gelegenen Hügel (Tougéré) Kaniana, Tonomba und Hambarketolo zu den so geschützten Stätten.